# Lac de Virelles
 (mars 2020).
L’étang de Virelles, aussi appelé par les locaux « Lac de Virelles », est un étang semi-naturel situé en Belgique, à 3km au nord-est de Chimay dans la botte du Hainaut. Couvrant une superficie de 130 hectares, la réserve naturelle agrée qui comprend l’étang de 80 hectares est un lieu agréable offrant divers aménagements afin de faire découvrir au mieux la nature et ses différents aspects, autant aux naturalistes aguerris qu’aux promeneurs inexpérimentés.

## Accès
L’accès à l’étang de Virelles se fait par l’Aquascope, 42 rue du Lac, 6461 Virelles.
La façon la plus facile de s’y rendre est en voiture. Il est également possible de s’y rendre en bus mais ceux-ci sont peu nombreux.

## Géographie et hydrographie
L’étang de Virelles se situe au cœur du territoire de l’Entre-Sambre-et-Meuse, dans la dépression de la Fagne à la limite de la Calestienne. Il est alimenté par une dizaine de cours d’eau dont le principal est le Ry Nicolas. Le trop-plein de l’étang se déverse dans l’Eau Blanche, au pied du bois de Blaimont.
La réserve naturelle représente alors un milieu rare et diversifié. De fait, sur un territoire d’environ 130 hectares, se trouvent rassemblés plusieurs milieux devenus très rares en Belgique. Notamment : l’une des plus vastes roselières de Wallonie, une aulnaie marécageuse et des lambeaux de prairies humides.
Cet ensemble de biotopes uniques jouxtant l’étang, cerné de forêts et de prairies constitue un paysage de grande qualité ainsi qu’une rencontre entre deux milieux naturels permettant l’hébergement d’un grand nombre de plantes et d’animaux. En effet, la faune et la flore adaptées à chaque milieu y cohabitent et s’y ajoutent des espèces propres à ces zones de transition.

## Histoire

### L’origine
A l’origine, l’emplacement de l’étang de Virelles était une cuvette marécageuse alimentée par plusieurs petits ruisseaux. La création de cet étang semi-naturel a eu lieu en 1410 lors du développement de la métallurgie. Le but était alors d’alimenter la forge et sa roue à aubes installée au déversoir de l’étang qui furent rapidement rejointes par une deuxième forge en aval du déversoir.
En plus de ces forges, deux industries gravitaient autour de l’étang. Le Moulin « à s’corces », lieu où l’écorçage du chêne était pratiqué au printemps, et la tannerie.

### L’exploitation ancienne de l’étang
L’étang bien qu’il restât relativement sauvage, était également un lieu de divertissement pour les Princes de Chimay, alors propriétaires.
Lors de la cessation des forges, à la fin du 19e siècle, les Princes de Chimay louèrent le site pour la pêche et la chasse. Le sentier des Princes, encore existant aujourd’hui, longe l’étang sur toutes ses rives est et nord et permettait, à l’époque, aux chasseurs de repérer les canards et de se dissimuler. L’étang de Virelles ayant toujours été très poissonneux, les Virellois copièrent une recette espagnole a base de sauce vinaigrée afin de conserver plus longtemps le poisson. Cette recette appelée escavèche est encore aujourd’hui une spécialité de la région de Chimay.
Pour Virelles et ses environs, l’étang jouait un rôle considérable dans la vie quotidienne des habitants, autant en hiver lorsque celui-ci était pris par les glaces qu’en été en tant que lieu de délassement. Il était également le siège d’activités agro-pastorales telles qu’une vannerie qui utilisait les joncs, l’osier sauvage et les noisetiers de l’étang, ainsi que des fauchages de certaines plantes pour les besoins personnels des paysans des environs. Ces fauchages ont d’ailleurs, sans le savoir, permis à de nombreuses espèces végétales et animales devenues très rares à l’heure actuelle de s’installer.
Divers aménagements vont peu à peu défigurer et dégrader le milieu : restaurants, embarcadères, plages aménagées pour la baignade ou bétonnées. De plus en plus d’embarcations sillonnent l’étang : barques, pédalos, voiliers et même canots à moteur.
Ces aménagements, le nombre croissant de touristes peu respectueux et l’introduction d’espèces néfastes pour les espèces indigènes ont favorisé la disparition des plantes et des animaux plus sensibles.

### Le sauvetage du site
A la fin de 1981, le site est alors à louer ou à vendre. C’est là une menace car c’est la porte d’entrée pour d’éventuels projets de lotissement et d’aménagements touristiques à grande échelle.
S’intéressant depuis longtemps au domaine et aux enjeux qu’il représente, 3 associations de protection de la nature se sont associées afin de conserver le domaine. Les moyens financiers des associations étant limités, la Générale de Banque, devenue BNP Paribas Fortis depuis, a accepté de les aider à acquérir le site et de le leur céder sous forme de bail emphytéotique et ce pour une période de 99 ans.
De la coopération de ces trois associations est né le Conseil de Gestion du Lac de Virelles dont les principaux objectifs sont :
- Préserver la richesse biologique du site
- Restaurer les zones naturelles dégradées et assurer le maintien de la qualité des eaux
- Promouvoir un tourisme compatible avec la protection du site et développer un centre d’éducation à la nature[7]

### Développement de Virelles Nature
Avec ces changements, l’ASBL Virelles Nature a été créé afin d’être chargé de la gestion du domaine suivant trois axes : la conservation, la sensibilisation et le tourisme.
Pendant plusieurs années, les changements effectués sur le site ont été progressifs afin de mettre en place une phase de transition sans pour autant vouloir faire table rase du passé. Des mesures ont donc été prises afin de faire un compromis entre tourisme et préservation. La pêche à la ligne a pu continuer ainsi que la voile et les barques mais seulement un tiers de l’étang était accessible à ceux-ci. Peu à peu ces activités se sont arrêtées et le club de voile présent sur le site a décidé de migrer vers les Lacs de l’Eau d’Heure.
L’infrastructure touristique devenant obsolète et les moyens financiers étant maigres, il y a eu une décision d’épuration en ajoutant tout de même un mirador, une plaine de jeu, un barbecue ainsi que des panneaux didactiques le long de la promenade. A l’époque, la petite équipe de 4-5 personnes a mis en place des activités de prévention et d’animation que l’on peut encore retrouver aujourd’hui telles que des visites guidées, des visites de groupes et des stages. La fréquentation du site était alors importante et avoisinait les 45 000 à 65 000 visiteurs par an.
Début des années 2000, après une régression touristique et une diminution de la fréquentation expliquées par une concurrence importante, un public plus exigeant et des infrastructures vieillissantes, la décision a été prise d’intensifier l’activité, en particulier avec l’accueil des scolaires et la création des aubes sauvages.
Pour redynamiser le site, des budgets plus importants étaient alors nécessaires et après plusieurs projets n’ayant pas vu le jour, le projet de l’Aquascope est né.

### L’Aquascope

L'Aquascope.

Grâce au projet européen Phasing Out et à Electrabel, le projet de l’Aquascope a pu voir le jour en 2004. L’idée est alors de placer le bâtiment au milieu du site avec d’un coté une zone de loisir et de l’autre une zone de découverte de la nature sur la rive sud.
Ce bâtiment représente le nouveau visage de Virelles Nature et démontre une volonté de regrouper, sous une même appellation, les différents secteurs présents sur le site c’est-à-dire l’animation, l’ethnobotanique, le tourisme et bien évidemment la conservation. Les objectifs de préservation, de sensibilisation et touristiques restent toujours bien présents. L’Aquascope propose, à travers 2 parcours, un à l’extérieur et un à l’intérieur du bâtiment, de découvrir la nature.

## La réserve
Bien que l’environnement de Virelles ait subi une série de dégradations, la création d’une réserve naturelle restait intéressante dû d’une part à sa situation de zone humide de premier intérêt en Wallonie, et d’autre part à la diversité et la richesse biologique présentes sur le site grâce à sa position sur deux régions de sous-sol de natures très différentes.

### Plan de gestion
En 1988, un plan de gestion scientifique fut mis en place avec comme principe majeur que tout aménagement quel qu’il soit, doit être compatible avec le maintien de la faune et de la flore en ayant pour originalité de vouloir concilier tourisme et protection de la nature.
Le domaine est alors divisé en trois zones :
- La réserve intégrale où on laisse les milieux évoluer naturellement
- La réserve dirigée où des travaux sont menés afin de maintenir les milieux dans un stade déterminé
- Le parc où l’on privilégie l’accueil du public tout en appliquant un mode de gestion respectueux de l’environnement[8].

### Maintien des milieux semi-naturels
3 milieux semi-naturels sont présents à Virelles :

#### Cariçaies et prairies humides
Cette grande zone ouverte qui se situe derrière la grande roselière était jadis fauchée et s’est réduite petit à petit face au développement de la forêt. Le fauchage a donc été remis en place afin de permettre l’installation d’espèces plus petites telles que la grenouille rousse, la marouette ponctuée et la rousserolle verderolle.

#### Le pré de fagne
Ce fragment de prairie est typique de la fagne et grâce au défrichement de la forêt primitive, il favorise la reconstitution d’associations végétales typiques de ces sols schisteux. On y constate le retour de plantes disparues depuis longtemps telles que la succise des prés, la molinie et l’orchis de Fuchs mais également d’espèces animales telles que des lézards vivipares et des orvets.

#### La grande roselière

Roselière de l'Étang de Virelles.

Pauvre en espèces végétales, la roselière principalement composée de roseau est très riche sur le plan ornithologique. Par sa superficie d’environ 10 hectares, la grande roselière constitue un des derniers sites importants de reproduction en Wallonie pour certaines espèces telles que le grand butor ou le busard des roseaux.

## Conservation du patrimoine naturel

### Pollution et déséquilibre au sein de l’étang
Avant les années 2000, l’étang de Virelles subissait plusieurs sources de pollution. Tout d’abord, les eaux usées provenant des installations touristiques étaient rejetées directement dans l’étang ainsi que les égouts de certaines habitations du village. Il y avait aussi une certaine pollution agricole générée par certains des agriculteurs travaillant en amont de l’étang.
Ces différentes formes de pollution ont mené à une destruction de la végétation aquatique et à la disparition de certaines espèces d’oiseaux d’eau telles que les hérons ou le butor étoilé.
Il y avait également un déséquilibre dans la population de poisson. Pendant les années 1950 et 1960, l’étang était géré en pisciculture semi-intensive. Les carpes et les brèmes ont alors pris le dessus et consommaient toute la nourriture disponible de l’étang. La végétation ne s’implantait plus et les petits poissons se faisaient rares.

### Les réactions

#### Eliminer les sources de pollution
Les eaux usées provenant des installations touristiques sont maintenant collectées dans des fosses de récupération qui sont vidangées régulièrement et les maisons dont les égouts se déversaient dans les fosses de l’étang sont maintenant raccordées au réseau d’égouttage communal.

#### La vidange de l’étang
Milieu des années 1980, il a été décidé de renouer avec la pratique régulière de la vidange qui répond à plusieurs objectifs :
- La constitution d’un nouvel équilibre de la population piscicole
- La lutte contre l’eutrophisation et le comblement progressif de l’étang
- La remise en état des ouvrages de vidange[13]

#### La charte de l’Étang de Virelles
Une charte de l’étang de Virelles a été créée à l’intention de tous les intervenants de l’étang et ce pour sensibiliser les riverains (agriculteurs ou habitants) ainsi que les personnes travaillant et gravitant autour de Virelles Nature.

#### Le plan de gestion
Un plan de gestion du site a été mis en place afin de prévoir la gestion des différentes zones en fonction des plantes existantes et des espèces que l’on souhaite conserver ou attirer. Ce plan reprend la façon d’entretenir le site ainsi que l’accessibilité des différentes zones et est revu et actualisé régulièrement.

### Les résultats
Très rapidement, les résultats de ces différentes mesures ont été observées.
Recolonisation végétale : Développement d’une flore diversifiée. Certaines espèces apparaissent telles que le nénuphar blanc, le potamot à feuilles perfoliées et le myriophylle. Après plus de 20 ans d’absence, la plupart des plantes aquatiques décrites dans les années 60 s’étaient réinstallées à Virelles.
Reconstruction de la chaîne alimentaire : Comme la réapparition des végétaux est la base de la reconstruction de la chaîne alimentaire de l’étang, différentes espèces de mollusques suivies par des insectes prédateurs et des poissons ont recommencé à fréquenter l’étang.
Dans la suite logique de cette reconstruction, des espèces d’oiseaux herbivores telles que la foulque macroule ou la poule d’eau ainsi que des espèces piscivores telles que le grèbe huppé et le martin-pêcheur ont fait leur apparition sur le site de Virelles.

### Le CREAVES - Centre de revalidation des espèces animales vivant à l'état sauvage

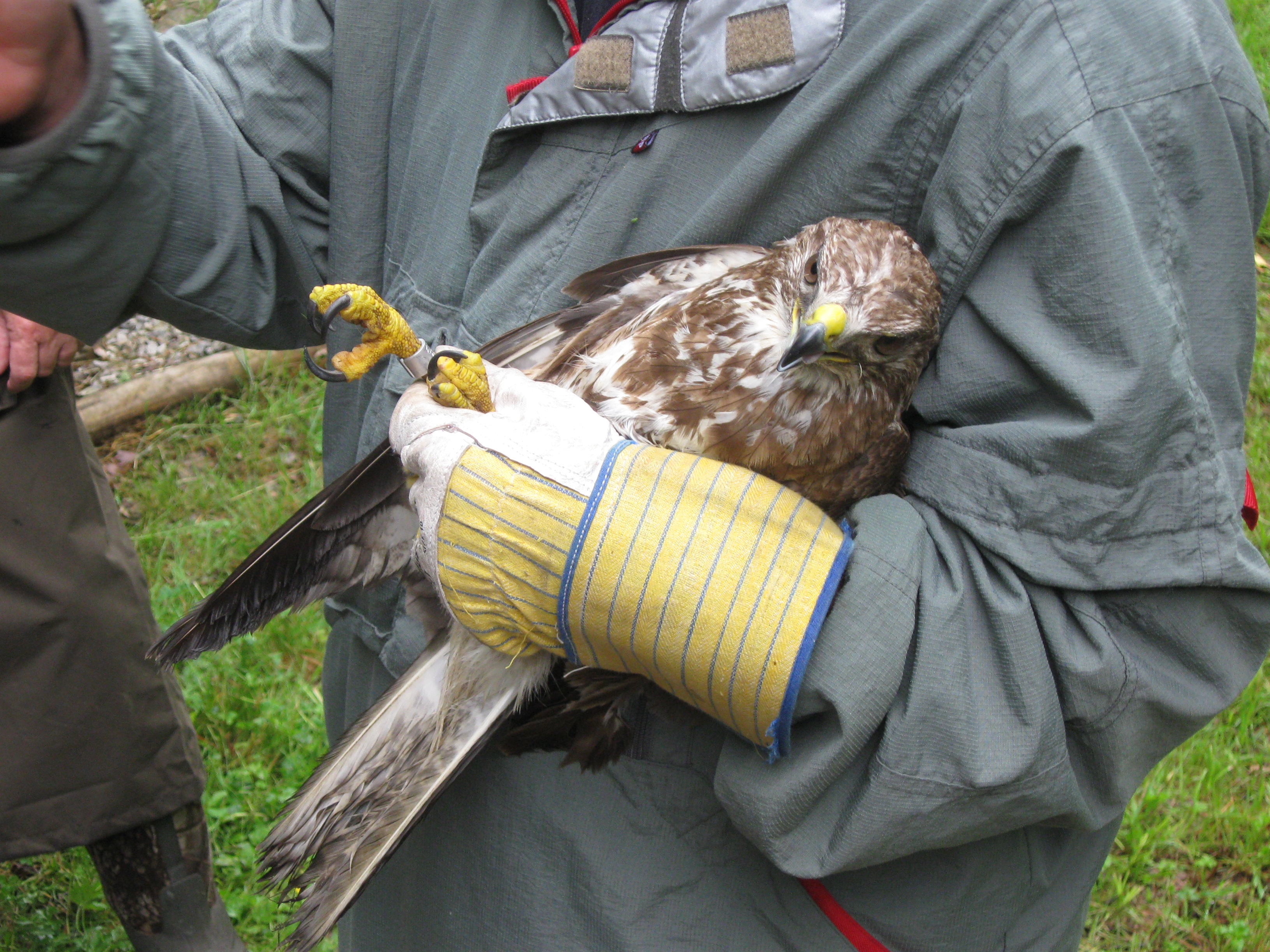
Baguage d'une buse variable avant sa remise en liberté.

Ce centre recueille les animaux (vivant naturellement à l'état sauvage) blessés ou malades, dans le but de leur rendre la liberté après guérison. En 2011, plus de 500 admissions furent enregistrées. En général, la moitié au moins des animaux recueillis recouvre la liberté après revalidation. Environ 90 % des admissions sont des oiseaux pour seulement 10 % environ de mammifères. Les hôtes les plus prestigieux soignés et relâchés ensuite au centre, depuis son ouverture sont un hibou grand duc d'Europe et une cigogne noire. En 2012, le centre disposait outre d'un local de soins intensifs (infirmerie) de quatre volières fermées, trois volières à l'air libre et un local fermé pour mammifères. Le CREAVES joue aussi un rôle scientifique. Tant les animaux vivants que ceux qui sont perdus ou euthanasiés sont tenus à la disposition de l'Institut Royal des Sciences Naturelles de Belgique (IRSNB). Financièrement parlant, le CREAVES n'est subsidié par la Région Wallonne que pour les frais d'hébergement des animaux pour autant que ceux-ci soient réellement relâchés ensuite dans la nature. La plupart des soigneurs sont des bénévoles.

## Les espèces présentes sur le site

### Les oiseaux

#### Sur l’eau
·      La foulque macroule
·      Le râle d’eau
·      Le canard Colvert
·      Le canard Souchet
·      Le canard Pilet
·      Le canard Siffleur
·      Le canard Chipeau
·      La sarcelle d’été
·      La sarcelle d’hiver
·      Fuligule milouins
·      Fuligule morillon
·      Grèbe huppé

#### Dans les sous-bois
Les oiseaux grimpeurs :
·      Le Pic Vert
·      Le Pic épeiche
·      Le pic épeichette
·      L’épervier
·      Le grimpereau des bois
·      Le grimpereau des jardins
·      La sittelle torchepot
Les oiseaux chanteurs :
·      La Mésange
·      Le rougequeue à front blanc
·      Le gros bec
·      Le pinson des arbres
·      Le troglodyte mignon

#### Au bord de l’eau
·      La bergeronnette grise
·      Le chevalier guignette
·      Le héron cendré
·      Le martin-pêcheur

#### Dans la roselière
·      La bécassine des marais
·      Le vanneau huppé

### Les poissons
·      Le brochet
·      La carpe commune
·      Le gardon
·      La brème
·      Le rotengle
·      La perche
·      La tanche
·      L’anguille

### Les plantes

#### Sur/dans l’eau
·      L’utriculaire négligée
·      Le potamot nageant
·      Le nénuphar blanc

#### Dans les sous-bois
·      L’anémone sylvie
·      La scille à deux feuilles
·      L’arum tacheté
·      La benoîte commune
·      Le géranium herbe à robert
·      L’alliaire officinale
·      Le lierre grimpant

#### Au bord de l’eau
·      L’iris jaune
·      L’angélique sauvage
·      La littorelle
·      Le scirpe épingle

### Les arbres

#### Dans les sous-bois
·      L’érable sycomore
·      L’érable plane
·      L’érable champêtre
·      L’orme champêtre
·      Le tilleul à grandes feuilles
·      Le tilleul à petites feuilles
·      Le chêne pédonculé
·      Le chêne sessile

#### Au bord de l’eau
·      Aulne glutineux

### Les invertébrés

#### Dans/sur l’eau
·      Le gerris
·      La nèpe
·      La notonecte
·      Le dytique
·      La nèpe
·      Le phrygane

#### Au bord de l’eau
·      La grenouille verte
·      La grenouille rousse
·      Le crapaud commun
·      Le triton ponctué
·      Le triton alpestre
·      Le triton palmé

## Aménagements touristiques
A l’Aquascope Virelles, le tourisme pratiqué est le tourisme vert. C’est la volonté de promouvoir un tourisme et des activités alternatifs au tourisme traditionnel. L’objectif majeur est de sensibiliser le grand public à la préservation de l’environnement.
Des loisirs habituels sont évidemment présents sur le site tels qu’une plaine de jeux, des panneaux didactiques, des visites guidées et un endroit de restauration. La spécificité de l’Aquascope se fait cependant dans des activités telles que plusieurs affûts ornithologiques prévus pour l’observation des oiseaux, autant d’eau que de roselière, ainsi que de mares didactiques afin de sensibiliser à la vie présente dans les airs, au bord de l’étang et dans l’eau. Dans ces affuts et autour de ces mares sont présents des panneaux explicatifs sur les différentes espèces observables.

### Le Pavillon Tallien

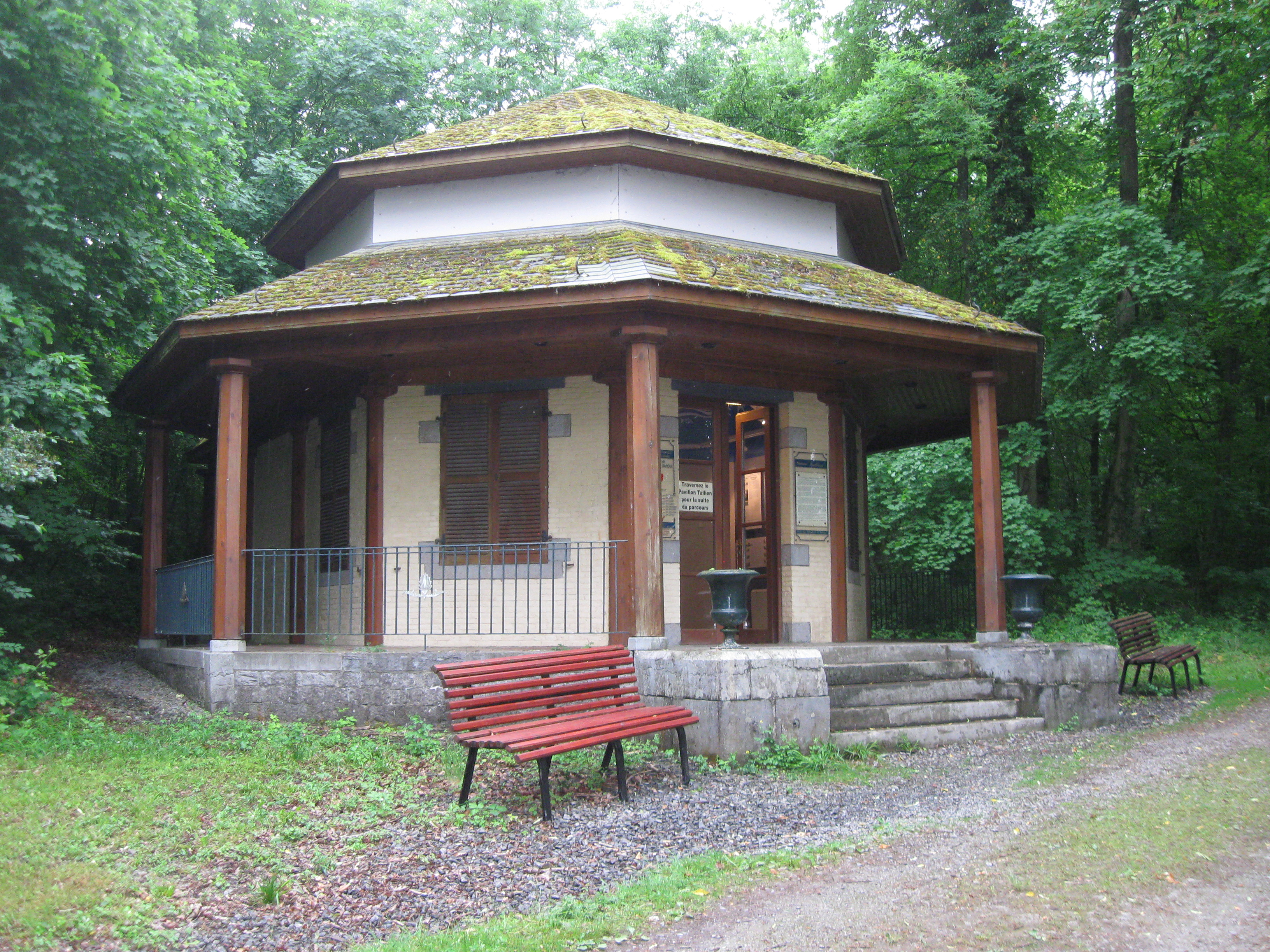
Pavillon de Madame Tallien au lac de Virelles

Le Pavillon de Madame Tallien, construit au début du XIXe siècle, porte le nom de celle qui l'a fait ériger sur les bords du lac de Virelles, aujourd'hui propriété de l'association Natagora. À l'aube de l'indépendance de la Belgique, Thérésa de Cabarrus (Madame Tallien) aurait écrit à son mari, François Joseph de Riquet de Caraman, quinzième Prince de Chimay, une lettre dans laquelle elle expliquait avoir eu l'assurance verbale du ministre de Prusse, le baron de Brockhausen (de), que Chimay appartiendrait bien au nouveau Royaume de Belgique. L'existence de cette lettre datée du 23 août 1815 est relatée à l'entrée de ce pavillon.

## Aux environs
Virelles se trouve dans la commune de Chimay où il est possible de visiter, entre autres, le Château de Chimay, l’Abbaye Notre Dame de Scourmont et différents restaurants proposant des produits locaux tels que la bière et le fromage de Chimay et l’escavèche. L’étang de Virelles se trouve également à proximité des Lacs de l’Eau d’Heure.